# Arthur Hjelt
Arthur Ludvig Mikael Hjelt, född 18 oktober 1868 i Helsingfors, död 13 mars 1931 i Helsingfors, var en finländsk teolog. Han var son till Otto Edvard August Hjelt och Yolanda Aurora Thuneberg. Han var gift med Aino Maria Neovius.
Hjelt studerade i Strassburg, Paris, London, Oxford, Erlangen och Leipzig. Han blev tillförordnad professor i gammaltestamentlig exegetik vid Helsingfors universitet, var ordinarie professor 1904-1926 och professor i nytestamentlig exegetik från 1926. 1918 blev han hedersdoktor vid Lunds universitet. Han var chef för KFUM från 1905 och medlem i Finlands bibelkommitté från 1908 till 1927 och dess ordförande 1925. En stor roll spelade han även i den ekumeniska rörelsen. Han företog forskningsresor till Sinai 1911. Hjelt var även riksdagsman 1905–1906. Han tjänstgjorde som inspektor för Eteläsuomalainen osakunta 1908–1912 och för Varsinaissuomalainen osakunta 1929–1931.

## Utmärkelser
- Riddartecknet av Finlands Vita Ros’ orden[2]

[Redigera Wikidata]